# Robert Rich, 5. Earl of Warwick
Robert Rich, 5. Earl of Warwick, 2. Earl of Holland (* um 1620; † 16. April 1675) war ein englischer Peer und Politiker.

## Leben
Er war der älteste Sohn des Henry Rich, 1. Earl of Holland, aus dessen Ehe mit Isabel Cope.
Als sein Vater während des Englischen Bürgerkriegs 1649 hingerichtet wurde, erbte er dessen Adelstitel als 2. Earl of Holland und 2. Baron Kensington.
Beim Tod seines Cousins Charles Rich, 4. Earl of Warwick, erbte er 1673 zudem dessen Titel als 5. Earl of Warwick und 7. Baron Rich.
Am 8. April 1641 heiratete er in erster Ehe Elizabeth Ingram († 1661), Schwester des Henry Ingram, 1. Viscount of Irvine. Mit ihr hatte er sechs Kinder, die alle vor ihm starben:
- Lady Anne Rich († 1663);
- Henry Rich, Lord Kensington (1642–1659), ⚭ 1659 Christian Riccard (* 1639), Witwe des John Gayer;
- Charles Rich (* 1650);
- Robert Rich (* 1654);
- Lady Elizabeth Rich (1655–1656);
- Ingram Rich (* 1656).

Spätestens 1668 heiratete er in zweiter Ehe seine Nichte zweiten Grades Lady Anne Montagu († 1689), Tochter des Edward Montagu, 2. Earl of Manchester. Mit ihr hatte er fünf Kinder:
- Lady Elizabeth Rich († 1725) ⚭ Francis Edwardes of Johnston;
- Lady Essex Rich († 1680);
- Lady Frances Rich († 1691);
- Lady Eleanor Rich († 1699);
- Edward Rich, 6. Earl of Warwick (1673–1701).

Als er selbst 1675 starb, erbte sein jüngster und einziger überlebender Sohn aus zweiter Ehe, Edward, seine Adelstitel.